# Saint-Apollinaire (Altos Alpes)
 Saint-Apollinaire  es una comuna y población de Francia, en la región de Provenza-Alpes-Costa Azul, departamento de Altos Alpes, en el distrito de Gap y cantón de Savines-le-Lac. Está integrada en la Communauté de communes Savinois-Serre Ponçon.

## Demografía
| 67 | 63 | 71 | 63 | 99 | 106 |
| Para los censos de 1962 a 1999 la población legal corresponde a la población sin duplicidades (Fuente: INSEE [Consultar]) |    |    |    |    |     |